# Темна зірка (фільм)
«Темна зірка» (англ. Dark Star) — американський фантастичний фільм, чорна комедія 1974 року, дебютний повнометражний фільм режисера Джона Карпентера.

## Сюжет
У середині XXII століття зореліт-розвідник «Темна зірка» шукає «нестабільні планети», які можуть загрожувати майбутньому розселенню людей. Зореліт оснащений бомбами зі штучним інтелектом для знищення таких планет. На двадцятому році польоту (за цей час екіпаж постарів лише на три роки через релятивістські ефекти) з Землі надходить повідомлення, що уряд скоротив фінансування і припаси більше не будуть доставляти. Попри те екіпажу «Темної зірки» наказують виконувати місію далі.
Командир Пауелл загинув через несправність, його тіло зберігається замороженим. Лейтенант Дулітл, колишній серфінгіст із Малібу, став командиром. Решта членів екіпажу, Пінбек, Бойлер і Телбі, не знають чим зайнятися; їхня робота нудна і складається з натискання кнопок.
Пінбек веде відеощоденник, у якому скаржиться на дедалі гірший стан зорельота. На шляху до наступної цілі в туманності Вуаль «Темна зірка» зазнає впливу електромагнітного поля в астероїдному полі, що активує бомбу № 20. Бортовий комп'ютер неохоче скасовує запуск бомби. Екіпаж намагається чимось розважитись. Дулітл і Телбі розповідають одне одному про свої мрії. Пінбек тримає в одному з відсіків інопланетну істоту, схожу на великий м'яч з ногами. Вони б'ються через те, що істоті не подобається чим її годує Пінбек. Згодом інопланетянин Пінбека активує бомбу № 20 знову. Комп'ютер переконує бомбу повернутися до бомбового відсіку, що бомба знову неохоче робить, але каже, що це востаннє. Пінбек розповідає, що він некомпетентний самозванець, а справжній Пінбек загинув незадовго до старту «Темної зірки».
Коли екіпаж корабля готується до справжнього запуску бомби, несправність із лазером наведення спричиняє застрягання бомби № 20 у бомбовому відсіку. Цього разу екіпаж не може переконати бомбу припинити зворотний відлік до вибуху. Дулітл розморожує Пауелла, який радить відволікти бомбу розповідями про філософію. Дулітл вирушає до бомбового відсіку в скафандрі. За кілька секунд до вибуху бомба погоджується призупинити відлік, поки обмірковує ідеї Дулітла щодо неможливості бути стовідсотково впевненою в будь-чому.
Пінбек відкриває шлюз, щоб впустити Дулітла назад на «Темну зірку», але випадково катапультує Телбі, який був у шлюзі, намагаючись відремонтувати лазер. Дуліттл використовує свій ракетний ранець, щоб спіймати Телбі. Бомба, засвоївши картезіанські сумніви, сумнівається чи існує вона і робить висновок, що єдиний спосіб у цьому впевнитися — це вибухнути. «Темна зірка» знищується разом з екіпажем на борту. Телбі та Дуліттл, які були назовні, дрейфують у космосі. Там Телбі бачить астероїди, які давно хотів зустріти, і летить далі, захоплений їхнім тяжінням. Мрія Дулітла теж здійснюється. Падаючи на «нестабільну планету», він знаходить довгастий шматок металу і летить на ньому, ніби на дошці для серфінгу, щоб померти як падаюча зірка.

## У ролях
- Брайан Нарелл — лейтенант Дулітл
- Кел Куніхолм — Бойлер
- Дре Пахіч — Телбі
- Ден О'Бенон — сержант Пінбек
- Адам Бекенбау — бомба 20
- Кукі Кнапп — комп'ютер

в титрах не вказані
- Нік Касл — іншопланетянин
- Джо Саундерс — командир Пауелл
- Алан Шерец — бомба 19
- Майлз Воткінс — управління місією